# 短波宽带天线
短波宽带天线是一种无线电天线，可传输和接收短波无线电波段，並且可以无需对天线进行任何波段调整。短波宽带天线通常分为4～12MHz和10～30MHz两个分频段。